# Polianky
Polianky (1066 m) –  wznoszące się nad miejscowością Małe Borowe wzgórze na Pogórzu Orawskim na Słowacji. Znajduje się w głównym grzbiecie tego pasma, pomiędzy szczytami Blato i Súšava. W południowo-wschodnim kierunku, do Doliny Huciańskiej od wierzchołka Polianky odchodzą dwa grzbiety oddzielające Dolinę Świniarskiego Potoku od Doliny Roztoki. Pomiędzy tymi grzbietami znajduje się jeszcze jedna dolina potoku bez nazwy. Szczyt i znaczna część stoków Polianky jest bezleśna, zajęta przez łąki miejscowości Małe Borowe. Pod szczytem znajduje się wieża przekaźnika telekomunikacyjnego, a przez wierzchołek prowadzi szlak turystyczny.

## Szlaki turystyczne
czerwony: Oravský Biely Potok – Mních – Machy – Prieková – Kopec – Małe Borowe – Polianky – Súšava – Wielkie Borowe – Díel – Malatiná